# Vasil Levski
Vasil Ivanov Kunčev, in bulgaro Васил Иванов Кунчев?, meglio noto come Vasil Levski Васил Левски (Karlovo, 18 luglio 1837 – Sofia, 19 febbraio 1873), è stato un rivoluzionario bulgaro considerato eroe nazionale in Bulgaria, ideologo e stratega del Risveglio nazionale.
Chiamato "Apostolo della libertà", ideò e curò la strategia nel movimento rivoluzionario per la liberazione della Bulgaria dal dominio Ottomano. Finanziando l'organizzazione interna rivoluzionaria, Levski cercò di fomentare insurrezioni in tutta la nazione tramite una rete regionale di comitati segreti.

## Biografia

Firma

Nato nella sub-balcanica cittadina di Karlovo da genitori della classe media, Levski divenne un monaco ortodosso prima di emigrare per unirsi alla due Legioni Bulgare in Serbia e ad altri gruppi di Bulgari rivoluzionari. All'estero, acquisì il soprannome di Levski, "Leonino". Dopo aver lavorato come insegnante nelle terre bulgare, propagò le sue idee e sviluppato il concetto di un'organizzazione rivoluzionaria con base in Bulgaria, un'idea innovativa con cui superò le strategie passate di distaccamenti all'estero. In Romania, Levski contribuì all'istituzione del Comitato Centrale Rivoluzionario Bulgaro, composto da espatriati Bulgari. Durante i suoi viaggi in Bulgaria, Levski creò un'ampia rete di comitati insurrezionali. Le autorità ottomane, tuttavia, lo catturarono in un albergo nei pressi di Lovech e lo giustiziarono per impiccagione a Sofia.
Levski mirava oltre l'atto di liberazione: aveva in mente una "pura e sacra" Repubblica Bulgara caratterizzata da uguaglianza etnica e religiosa. I suoi concetti sono stati descritti come una lotta per i diritti umani, ispirati al liberalismo progressista della Rivoluzione francese e della società occidentale del XIX secolo. 
Viene commemorato con monumenti in Bulgaria, e numerose istituzioni nazionali portano il suo nome. Nel 2007, in un sondaggio televisivo a livello nazionale è stato dichiarato il più grande bulgaro di tutti i tempi.

## Omaggi
In suo onore è stato battezzato il PFC Levski Sofia, una delle squadre di calcio della capitale Sofia.
A lui è stato dedicato l'asteroide della fascia principale 204831.

## Galleria d'immagini

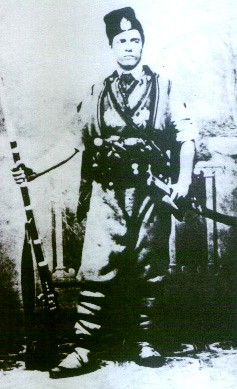
Vasil Levski
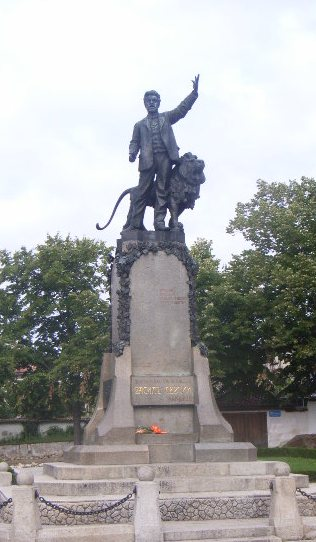
Monumento di Vasil Levski a Karlovo.
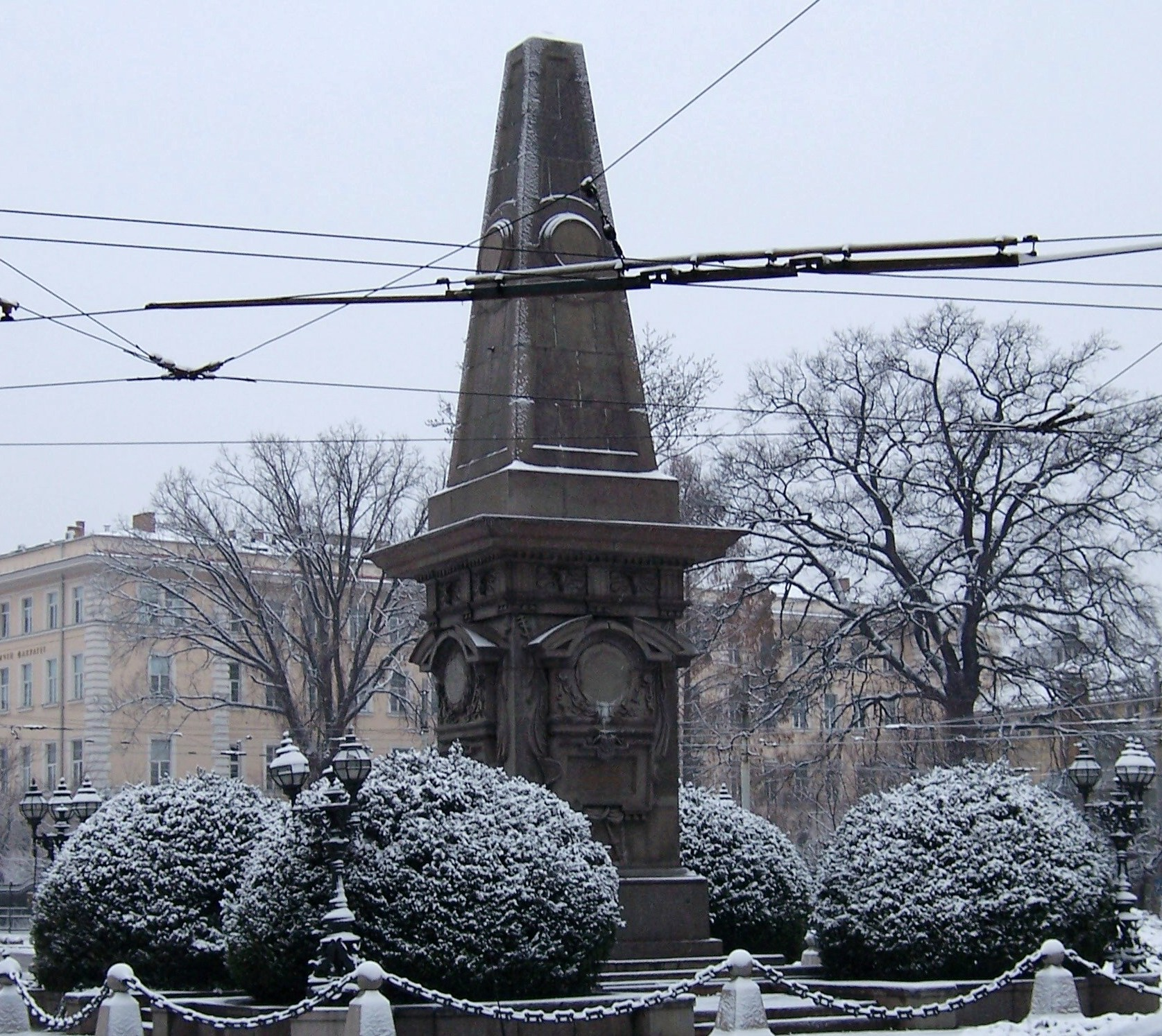
Monumento commemorativo di Levski a Sofia.